# Баррелл, Тай
Та́йлер (Та́й) Дже́ральд Барре́лл (англ. Tyler Gerald "Ty" Burrell; род. 22 августа 1967, Грантс-Пасс, Орегон, США) — американский актёр и комедиант. Наиболее известен по роли Фила Данфи в комедийном телесериале «Американская семейка», за которую был удостоен ряда наград, включая премии «Эмми» и Гильдии киноактёров США.

## Биография
Баррелл родился в Грантс-Пассе, штат Орегон. Его мать — Шери Роуз (в девичестве — Хаак), учитель; отец — Гэри Джеральд Баррелл, семейный психолог. У него английские и немецкие корни. Барелл вырос в маленьком городке Эпплгейт, расположенном в Орегоне, неподалёку от границы с Калифорнией.
В школе Баррелл увлекался футболом. В 1993 году он окончил университет со степенью бакалавра в области театра и искусства.

## Карьера
Первыми ролями Баррелла в кино были роли в фильмах «Эволюция» и «Чёрный ястреб» в 2001 году. Он также принимал участие в театральных постановках, включая пьесу «Макбет», поставленную на Бродвее в 2000 году. У Баррелла были маленькие роли в сериалах «Закон и порядок» и «Закон и порядок: Специальный корпус», а также фильмах «Рассвет мертвецов», «Листья травы» и «Сокровище нации: Книга тайн». Он исполнил роль Дока Самсона в фильме «Невероятный Халк», вышедшем в 2008 году.
Прежде чем получить роль в сериале «Американская семейка», Баррелл и один из создателей шоу, Кристофер Ллойд, вместе работали над двумя ситкомами, которые не добились успеха — «Вне практики» был закрыт в мае 2006 года (из отснятых 22 эпизодов в эфир вышли только 14), а «Вернуться к вам» — в 2008. В сентябре 2009 года на экранах состоялась премьера сериала «Американская семейка», где Баррелл исполнил роль Фила Данфи, агента по недвижимости. Эта роль принесла ему признание критиков и многочисленные награды: две премии «Эмми» и одну Гильдию киноактёров США в категории «Лучшая мужская роль в комедийном сериале». Совместно с актёрским составом сериала он также получил четыре награды премии Гильдии киноактёров США в номинации «Лучшая актёрский состав в комедийном сериале».

## Личная жизнь
Баррелл и его супруга Холли поженились в 2000 году. У пары двое усыновлённых детей — дочери Фрэнсис (род. в 2010 году) и Грета (род. в 2012 году). Они проживают в Лос-Анджелесе, США.

## Фильмография
| Год       |    | Русское название                     | Оригинальное название                     | Роль                   |
| --------- | -- | ------------------------------------ | ----------------------------------------- | ---------------------- |
| 2000      | с  | Закон и порядок                      | Law & Order                               | Пол Донателли          |
| 2001      | ф  | Эволюция                             | Evolution                                 | Флемминг               |
| 2001      | с  | Западное крыло                       | The West Wing                             | Том Старкс             |
| 2001      | ф  | Чёрный ястреб                        | Black Hawk Down                           | Уилкинс                |
| 2002      | с  | Закон и порядок: Специальный корпус  | Law & Order: Special Victims Unit         | Алан Мессинджер        |
| 2004      | ф  | Рассвет мертвецов                    | Dawn of the Dead                          | Стив                   |
| 2004      | ф  | Крутая компания                      | In Good Company                           | Энрике Колон           |
| 2005      | ф  | Это случилось в долине               | Down in the Valley                        | шериф                  |
| 2005—2006 | с  | Вне практики                         | Out of Practice                           | доктор Оливер Барнс    |
| 2006      | ф  | Положись на друзей                   | Friends with Money                        | Марти                  |
| 2006      | ф  | Премия Дарвина                       | The Darwin Awards                         | Эмиль                  |
| 2006      | ф  | Мех                                  | Fur: An Imaginary Portrait of Diane Arbus | Аллан Арбюс            |
| 2007      | ф  | Сокровище нации: Книга тайн          | National Treasure: Book of Secrets        | Коннор                 |
| 2007—2008 | с  | Вернуться к вам                      | Back to You                               | Гэри Крэжижевски       |
| 2008      | ф  | Невероятный Халк                     | The Incredible Hulk                       | доктор Леонард Самсон  |
| 2009      | с  | Схватка                              | Damages                                   | Дуглас Шифф            |
| 2009      | ф  | Травка                               | Leaves of Grass                           | профессор Соренсон     |
| 2009—2019 | с  | Американская семейка                 | Modern Family                             | Фил Данфи              |
| 2010      | ф  | Игра без правил                      | Fair Game                                 | Фред                   |
| 2010—2011 | мс | Отряд супергероев                    | The Super Hero Squad Show                 | Капитан Марвел (голос) |
| 2010—2011 | мс | Гленн Мартин                         | Glenn Martin, DDS                         | Март-И (голос)         |
| 2010      | ф  | Доброе утро                          | Morning Glory                             | Пол Макви              |
| 2011      | ф  | Как по маслу                         | Butter                                    | Боб Пиклер             |
| 2012      | ф  | Козы                                 | Goats                                     | Фрэнк Уитман           |
| 2012      | мс | Доктор Плюшева                       | Doc McStuffins                            | Большой Джек (голос)   |
| 2013      | мс | Пингвины из Мадагаскара              | The Penguins of Madagascar                | Паркер (голос)         |
| 2014      | ф  | Близнецы                             | The Skeleton Twins                        | Рич                    |
| 2014      | мф | Приключения мистера Пибоди и Шермана | Mr. Peabody and Sherman                   | Мистер Пибоди (голос)  |
| 2014      | ф  | Маппеты 2                            | Muppets Most Wanted                       | Жан-Пьер Наполеон      |
| 2016      | мф | В поисках Дори                       | Finding Dory                              | Белуха Бейли (голос)   |
| 2017      | ф  | Очень плохие девчонки                | Rough Night                               | Пьетро                 |